# Guido Gatti
Guido Gatti noto anche come Guido Maria Gatti  oppure Guido Maggiorino Gatti o ancora Guido M. Gatti (Chieti, 30 maggio 1892 – Grottaferrata, 10 maggio 1973) è stato un giornalista, critico musicale e musicologo italiano.

## Biografia
Figlio di Pierluigi e di Giovanna Pelini, Guido Gatti si avvicinò alla musica da bambino studiando il violino all'età di sei anni e il pianoforte all'età di dodici.
Nel 1909 si trasferì a Torino per frequentare il corso di Laurea in Ingegneria Industriale presso il Politecnico, dove si laureò nel 1914.
In seguito iniziò a lavorare alla Fabbrica Italiana Pianoforti (FIP), dove ebbe modo di dedicarsi anche alla redazione della rivista torinese  La Riforma Musicale, negli anni che vanno dal 1913 al 1916. La complementare attività di giornalista lo portò a diventare uno dei promotori e fondatori della rivista musicale Il Pianoforte, approfondendo in modo divulgativo tematiche di attualità musicale, che nel 1928 cambiò il nome in La Rassegna Musicale, trasferendo la sede della redazione da Torino a Roma.
Lavorando per la FIP ebbe modo di conoscere il nuovo proprietario Riccardo Gualino, noto imprenditore e finanziere torinese di fama europea, con cui intrecciò un proficuo rapporto di collaborazione. Egli infatti lo coinvolse pienamente nell'apertura del Teatro di Torino e ne fu nominato anche Direttore Artistico, carica che mantenne sempre, dal 1925 al 1931, anno di chiusura del teatro.
In seguito fu direttore del Maggio Musicale Fiorentino e si occupò del  Congresso Internazionale di Musica di Firenze.
Nel 1944 fondò la compagnia del Teatro di Roma, che fece esordire Luchino Visconti, mentre dal 1953 diresse l'Accademia Filarmonica Romana e nel  1966 fu nominato vicepresidente dell'Accademia di Santa Cecilia.
È stato autore della divisione musicale del Dizionario delle Opere e dei Personaggi, edito da Bompiani, oltre ad aver collaborato alla Cyclopaedie Dictionary of Music di Dunstan e alla Grove's Dictionary of Music and Musicians.
Numerose sono state le sue collaborazioni con riviste specializzate straniere, quali Revue Musicale e Musical America ed il Grove Dictionary of Music and Musicians (nel 1954).
Tra le pubblicazioni principali vi sono: Figure di musicisti francesi (1915), Musicisti moderni d'Italia e fuori (1920), Ildebrando Pizzetti (1934).
Tra le sue onorificenze si annovera quella di cavaliere della Legion d'onore, ottenuta nel 1929.
Ha sposato la nota arpista Clelia Aldrovandi.
Nel 1938 promosse L'Amfiparnaso di Orazio Vecchi con Licia Albanese, Fernando Farese, Carlo Minello e Micaela Giustiniani al Teatro Comunale di Firenze oltre che Come vi piace di William Shakespeare, per la regia di Jacques Copeau con Massimo Pianforini, Enzo Biliotti, Sandro Ruffini, Farese, Nerio Bernardi, Umberto Melnati, Giuseppe Pierozzi, Franco Scandurra, Checco Rissone, Nella Bonora, Letizia Bonini e Zoe Incrocci al Giardino di Boboli di Firenze.
Nel 1939 organizzò nuovamente L'Amfiparnaso con Attilia Radice al Teatro della Pergola e La strega di Vito Frazzi per il dramma di Anton Francesco Grazzini con Alberto Archetti in Piazza de' Peruzzi di Firenze.

## Prosa radiofonica RAI
- Estuario, radiodramma in tre tempi di Arnaldo Boscolo, Compagnia di Prosa di Firenze della RAI, regia di Pietro Masserano Taricco, trasmessa il 22 ottobre 1959 (come Guido Gatti).

## Pubblicazioni
- I Lieder di Schumann, 1914;
- Figure di musicisti francesi, 1915;
- G.Bizet, 1915;
- Musicisti moderni d'Italia e fuori, 1920;
- Debora e Iaèle di I. Pizzetti, 1922;
- Le Barbier de Séville de G. Rossini, 1925;
- Ildebrando Pizzetti, 1934;
- Scritti e pensieri sulla musica di F. Busoni, 1941;